# Brittney Skye
Pour les articles homonymes, voir Brittney et Skye.

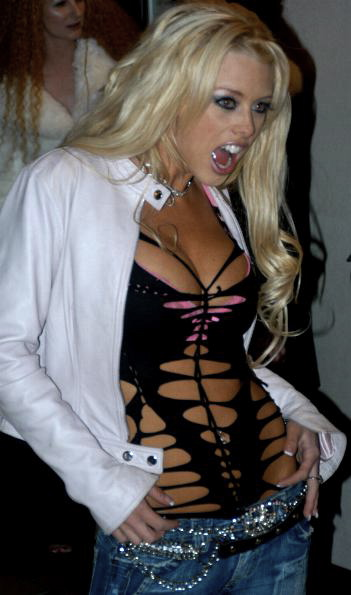
Brittney Skye

Brittney Skye, née le 5 novembre 1977 dans la San Fernando Valley, Californie, est une actrice de films pornographiques américaine.

## Biographie
Avant sa carrière d'actrice, Brittney (de son vrai nom Brandie Rae Rothwell) travailla comme stripteaseuse, comme de nombreuses autres actrices X reconnues. La première scène X de Brittney fut tournée en 2001.
Le 15 juin 2003, Brittney passa sous la corde séparant joueurs et spectateurs du green de l'Olympia Fields Country Club durant la finale de l'US Open de golf. L'actrice, qui était seins nus et qui arborait l'adresse d'un casino en ligne sur sa poitrine et son dos, essaya d'offrir une fleur à l'un des joueurs, en l'occurrence Jim Furyk (Furyk déclara ensuite qu'il fut embarrassé plutôt que distrait par cet incident et finit par gagner le tournoi). Brittney fut attaquée en justice pour mauvaise conduite. Après avoir manqué le premier jugement, elle fut condamnée à du sursis.
Elle est apparue dans plus de 300 films, notamment de nombreux épisodes de la série "Shane's World", ainsi que dans de nombreux films lesbiens.

## Citations
« I like to masturbate a lot. My favorite thing to do is sit on my couch, watch my big screen and play with my clit. I could do that for hours. Order some fucking pizza and chocolate cake and I’m happy. »
Ce qui peut se traduire par :
« J'aime beaucoup me masturber. La chose que je préfère faire, c'est m'asseoir sur mon divan, regarder mon grand écran et jouer avec mon clitoris. Je pourrais faire ça pendant des heures. Une commande de putains de pizzas et de gâteaux au chocolat et je suis contente. »

## Récompenses
- 2006 : AVN Award pour la meilleure scène de couple (vidéo) (Best Couples Sex Scene (Video)) avec l'acteur Tommy Gunn.